# Georg Henrik von Wright
Georg Henrik von Wright (Helsinki, 14 giugno 1916 – Helsinki, 16 giugno 2003) è stato un filosofo finlandese.

## Biografia
Georg Henrik von Wright nasce ad Helsinki il 14 giugno 1916. I suoi studi universitari, a Helsinki, sono caratterizzati principalmente dall'interesse per la logica e la filosofia della scienza. Un suo professore, Eino Kaila, andava allora diffondendo le idee di Russell, Wittgenstein, e del Circolo di Vienna, ma von Wright coltiva anche interessi storico-umanistici soprattutto attraverso la lettura delle opere di Jacob Burckhardt;  anche G. E. Moore ebbe un ruolo importante nella fase formativa di von Wright.
Dovendo scegliere un argomento per la tesi di dottorato, von Wright si orienta dapprima sul tema del conflitto fra tradizione aristotelica e tradizione galileiana nella filosofia della scienza, decidendosi invece poi ad affrontare il tema dell'induzione. 
Per svolgere delle ricerche sul problema dell'induzione von Wright aveva pensato di recarsi a Vienna, ma, in seguito all'annessione dell'Austria da parte della Germania nazista (1938), è indotto a rinunciare a questo viaggio e decide invece di recarsi a Cambridge, dove insegnava C. D. Broad, che aveva pubblicato dei saggi sull'argomento. Quando, nel 1939, va a Cambridge, non sa di trovarvi Wittgenstein, che ammirava come autore del Tractatus. Durante questo primo incontro con Wittgenstein von Wright ha modo di seguire un suo corso sui fondamenti della matematica e di leggere una copia del Blue Book, che circolava fra gli studenti.
Quando scoppia la guerra, von Wright è in Finlandia. La sua attività di docente universitario comincia nel 1943, ad Helsinki. 
Nel 1947 torna a Cambridge, su invito di Broad, per tenere un seminario sulla logica induttiva, trovandosi quindi ad essere "collega" di Wittgenstein. Fra i due si sviluppa un'intensa amicizia: mentre von Wright seguiva il corso di Wittgenstein sulla filosofia della psicologia, questi gli faceva leggere la versione di quel tempo delle Ricerche filosofiche, e si incontravano spesso per discuterne. In quello stesso anno Wittgenstein decise di lasciare l'insegnamento e propose von Wright come suo successore. Dopo qualche incertezza, von Wright accettò e ottenne la cattedra che era stata di Wittgenstein fino al 1951.
Nel periodo 1947-51 von Wright viene maturando un'intuizione su una possibile "teoria generale della modalità". Si tratta in sostanza del rilevamento di un'analogia strutturale fra campi concettuali diversi.  Von Wright notò la somiglianza fra i concetti necessario-verificato-obbligatorio-tutti, possibile-permesso-alcuni, contingente-non deciso, impossibile-falsificato-vietato-nessuno. Il rilevamento di questa analogia portò von Wright da un lato a dare il suo primo contributo alla logica modale (An Essay in Modal Logic, 1951) e dall'altro a "scoprire" la logica deontica, ovvero la logica delle norme e dei sistemi normativi (Deontic Logic, 1951), di cui è considerato uno dei fondatori. Iniziata come esplorazione di un nuovo campo logico, la logica deontica arriva ad incontrare problemi tipici della filosofia del diritto e costituisce ormai uno strumento importante in questo settore. Il suo compito però non è quello di fondare il discorso normativo su basi incontrovertibili, bensì quello di chiarificarne i concetti fondamentali e l'articolazione strutturale.
Nel 1951 muore Wittgenstein, e von Wright apprende con sorpresa di essere stato nominato suo esecutore testamentario, insieme a Elizabeth Anscombe e a Rush Rhees. I tre arrivano poco a poco a scoprire di trovarsi di fronte ad una enorme massa di scritti, che si tratta di raccogliere, archiviare, organizzare e pubblicare. Il ruolo di curatore degli inediti ha impegnato von Wright in un confronto serrato con l'opera di Wittgenstein.
Tornato da Cambridge nel 1951, von Wright inizia ad insegnare all'Università di Helsinki. La sua attività di docente universitario si interrompe nel 1961, quando viene nominato membro dell'Accademia di Finlandia. Per questa istituzione von Wright continuerà sempre a lavorare, mantenendo però il diritto di insegnare nella sua Università; prosegue la sua attività, scrivendo saggi filosofici, conducendo seminari e organizzando conferenze e dibattiti di livello internazionale, e recandosi più volte come visiting professor negli USA.

## Campi di indagine
La ricerca filosofica di von Wright ha spaziato in molteplici direzioni:
- la logica filosofica (An Essay in Modal Logic, 1951, Deontic Logic, 1951),
- lo studio dell'induzione e della probabilità (The Logical Problem of Induction, 1941, A Treatise on Induction and Probability, 1951),
- l'etica e la teoria generale delle norme (The Varieties of Goodness, 1963, Norma e azione, 1963),
- la filosofia dell'azione (Spiegazione e comprensione, 1971, Libertà e determinazione, 1980),
- lo studio della causalità (Causalità e determinismo, 1974),
- l'analisi e la soluzione di alcuni problemi classici della filosofia quali il problema del libero arbitrio (Of Human Freedom, 1985) e il problema mente-corpo (An Essay on Door-Knocking, 1988).

## Il lavoro filosofico
Gran parte del lavoro filosofico di von Wright è consistito nello sforzo di stabilire relazioni concettuali. I concetti, secondo questo autore, sono fondati da un lato nella realtà, nei fatti (se le cose fossero diverse da quelle che sono, e se andassero in modo diverso da come vanno, noi avremmo concetti diversi da quelli che abbiamo), e da un altro lato nell'assetto storico-sociale della nostra cultura (ognuno acquisisce i concetti in un contesto educativo; culture diverse presentano differenze nei loro rispettivi apparati concettuali; mutamenti storici si riflettono anche in mutamenti nell'apparato concettuale). 
Compito del filosofo è fare luce sulle confusioni concettuali. Nel far questo egli ha un margine di libertà: può distanziarsi dall'uso quotidiano dei termini, o anche introdurre concetti "tecnici" di sua invenzione, ma sempre allo scopo di chiarire rapporti dati (anche se non chiaramente) fra concetti, rapporti che egli non può mutare arbitrariamente. L'attività di chiarificazione concettuale consente sia di migliorare il pensiero e il ragionamento (e quindi le prassi ad essi collegati), sia di migliorare la conoscenza della realtà: essendo i concetti fondati anche nella realtà, le zone oscure nella rete concettuale corrispondono a zone oscure nella conoscenza della realtà, e chiarificando queste zone conosciamo meglio anche la realtà, o perlomeno spianiamo il terreno per nuove conoscenze (certamente la "conoscenza concettuale" è diversa dalla conoscenza empirico-scientifica: quest'ultima indaga connessioni fra fenomeni e non fra concetti).

## Tesi fondamentali
Fra le tesi più importanti di von Wright ricordiamo la distinzione concettuale fra "uomo" e "natura": "L'uomo in quanto corpo vivente fa parte della natura. Ma l'uomo in quanto agente può avere uno status diverso. Si distingue anche correlativamente tra scienze naturali e scienze umane, ma (...) la linea di demarcazione rimane fluttuante e il suo valore semantico è discutibile" (Causalità e determinismo, ed. it., p. 72). 
"Azione" ed "evento" sono concetti distinti, ma sono collegati: un'azione non è un evento, ma è sempre concettualmente connessa ad un evento, cioè è sempre anche un mutamento nel mondo. L'azione di aprire la porta non è riducibile all'evento che la porta si apre, infatti se la descriviamo come azione dobbiamo far riferimento all'intenzione dell'agente, ma ha come "risultato" che la porta si apre. Fra azione ed evento corrispondente vi è un nesso concettuale, così come vi è un nesso concettuale (cioè intrinseco, logico) fra azione e intenzione dell'agente.
Se vi è una connessione concettuale fra intenzione e azione non può esserci fra esse una relazione causale. Questo perché un requisito essenziale della connessione causale è che causa ed effetto siano logicamente indipendenti, cioè che la causa sia definibile senza far riferimento all'effetto e viceversa. Von Wright quindi critica la teoria causale dell'azione, ossia la teoria, nell'ambito del neopositivismo e della filosofia analitica, che riprende e sviluppa l'idea seicentesca secondo la quale le azioni umane sono causate da atti della volontà. Von Wright, sullo sfondo della distinzione concettuale fra "uomo" e "natura", propone, insieme ad altri autori di orientamento analitico, una sorta di "neodualismo", ossia una posizione secondo la quale occorre distinguere fra contesti (o "giochi linguistici")  in cui sono applicabili i concetti di connessione causale, evento, legge di natura, e i contesti in cui tali concetti non sono applicabili e occorre invece usare quelli di connessione concettuale, azione, regola. Tale posizione è interpretabile come una riproposizione in forma analitica della distinzione fra scienze della natura e scienze dell'uomo. Se ne possono rintracciare le origini in Dilthey e in Wittgenstein. Si tratta, comunque, di un dualismo tra forme diverse di razionalità, non di un dualismo "ontologico" (come quello cartesiano).

## Opere

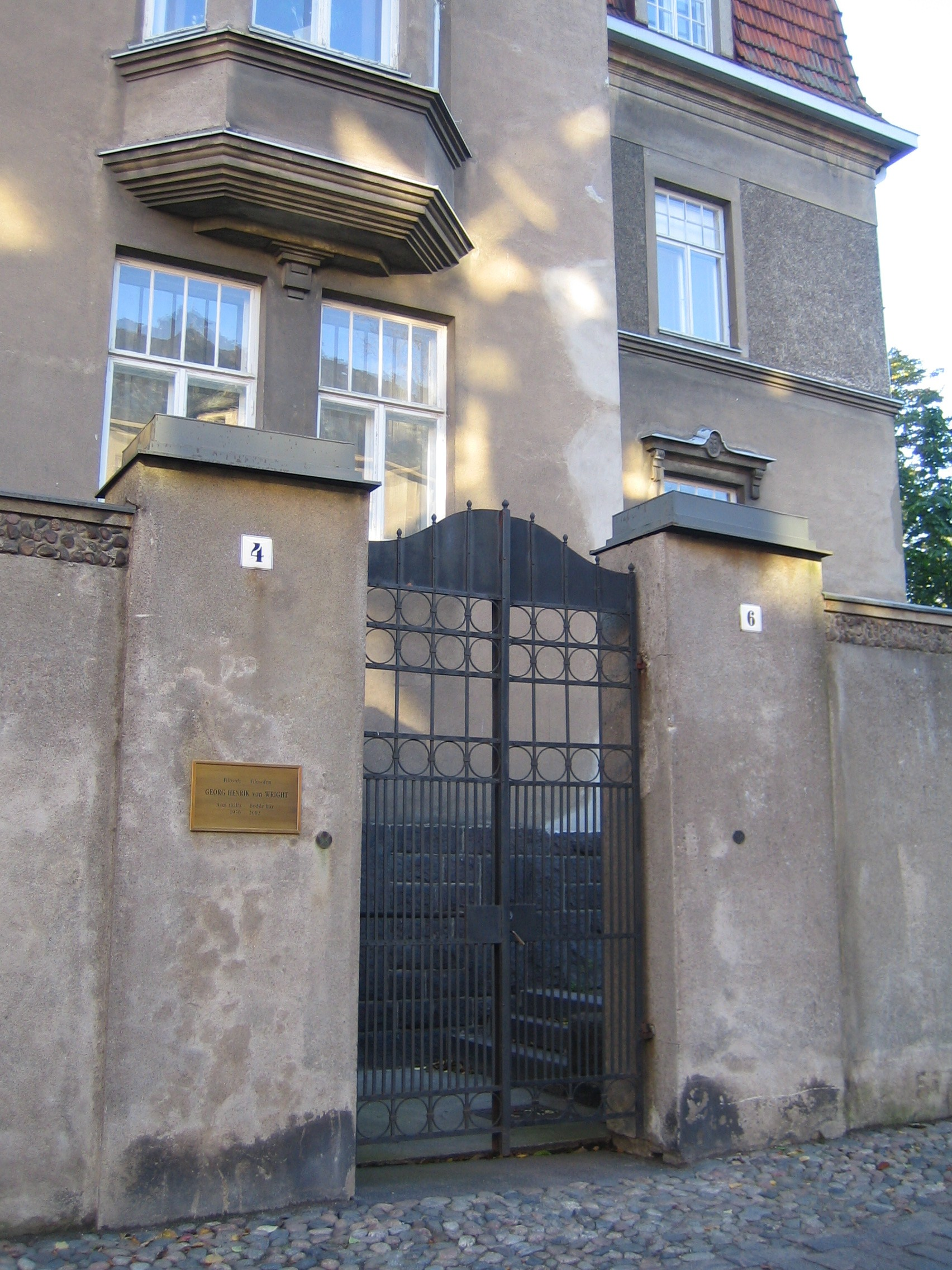
Casa di Georg Henrik von Wright a Helsinki

- 1941 The Logical Problem of Induction, PhD thesis
- 1945 Den logiska empirismen (Logical Empirism), in svedese
- 1945 Über Wahrscheinlichkeit (On Chance), in tedesco
- 1951 An Essay in Modal Logic
- 1951 A Treatise on Induction and Probability
- 1951 Deontic Logic (tr. it. in Di Bernardo, Introduzione alla logica dei sistemi normativi, Il Mulino, Bologna 1972)
- 1955 Tanke och förkunnelse (Thought and Preaching), in svedese
- 1957 Logical Studies
- 1957 Logik, filosofi och språk (Logic, philosophy and language), in svedese
- 1963 The Varieties of Goodness
- 1963 Norm and Action (Norma e azione, Il Mulino, Bologna 1989)
- 1963 The Logic of Preference
- 1963 Essay om naturen, människan och den vetenskaplig-tekniska revolutionen (Essay on Nature, Man and the Scientific-Technological Revolution), in svedese
- 1968 An Essay in Deontic Logic
- 1969 Time, Change and Contradiction (tr. it. in La logica del tempo, a cura di C. Pizzi, Boringhieri, Torino 1974)
- 1970 Tieteen filosofian kaksi perinnettä (The Two Traditions of the Philosophy of Science), in finlandese
- 1971 Explanation and Understanding (Spiegazione e comprensione, Il Mulino, Bologna 1977)
- 1974 Causality and Determinism (Causalità e determinismo, Faenza Editrice 1981)
- 1976 Determinism and the Study of Man, tr. it. in AA.VV., La spiegazione storica, a cura di R. Simili, Pratiche Editrice, Parma 1984
- 1977 Handlung, Norm und Intention (Action, Norm and Intention), in tedesco
- 1978 Humanismen som livshållning (Humanism as an approach to Life), in svedese
- 1980 Freedom and Determination (Libertà e determinazione, Pratiche Editrice, Parma 1984)
- 1982 Wittgenstein (Wittgenstein, Il Mulino, Bologna 1983)
- 1983-1984 Philosophical Papers I-III
- 1985 Filosofisia tutkielmia (Philosophical Dissertations), in finlandese
- 1985 Sulla verità delle "spiegazioni comprendenti", in Dilthey e il pensiero del Novecento, Angeli, Milano 1988 2ª ed. (atti del convegno internazionale su Dilthey tenuto a Roma nel maggio 1983
- 1985 Of Human Freedom, in The Tanner Lectures on Human Values, vol VI, University of Hutah Press, Salt Lake City
- 1986 Vetenskapen och förnuftet (Science and Reason), in svedese
- 1987 Immagini della scienza e forme di razionalità, Editori Riuniti, Roma (intervento di von Wright al convegno sul tema "Razionalità scientifica e razionalità pragmatica: un dualismo?", tenuto a Roma nel novembre 1985)
- 1988 An Essay on Door-Knocking, in "Rechtstheorie", n. 19 (Berlin, Duncker & Humblot)
- 1991 Minervan Pöllö (The Owl of Minerva), in finlandese
- 1993 Myten om framsteget (The Myth of Progress), in svedese
- 1993 The Tree of Knowledg
- 1994 Att förstå sin samtid (To Understand one's own Time), in svedese
- 1996 Six Essays in Philosophical Logic
- 1997 Viimeisistä ajoista. Ajatusleikki (On the End Times. A Thought Experiment.), in finlandese
- 1998 Logiikka ja humanismi (Logic and Humanism), in finlandese
- 1998 In the Shadow of Descartes
- 2001 Mitt liv som jag minns det (My Life as I Remember it), in svedese

Nel 1989 gli è stato dedicato un volume della serie Library of Living Philosophers che contiene una bibliografia completa dei suoi scritti:
- Paul Arthur Shcilpp, Lewis Edwin Hah (eds.), The Philosophy of Georg Henrik von Wright, La Salle, Open Court, 1989.

## Opere di Wittgenstein edite a cura di Von Wright
- 1961 Notebooks 1914-1916.
- 1967 Zettel.
- 1969 On Certainty.
- 1971 ProtoTractatus -- An Early Version of Tractatus Logico- Philosophicus. Cornell University Press.
- 1973 Letters to C.K. Ogden with Comments on the English Translation of the Tractatus Logico-Philosophicus.
- 1974 Letters to Russell, Keynes and Moore.
- 1978 (1956). Remarks on the Foundations of Mathematics.
- 1980 Remarks on the Philosophy of Psychology. Vols 1,2.
- 1980 Culture and Value.
- 1982 Last Writings on the Philosophy of Psychology, Vol. 1. Vol. 2, 1992.